# 罗伯特·梅纳德·波西格
罗伯特·梅纳德·波西格（Robert Maynard Pirsig，1928年9月6日—2017年4月24日），美国作家与哲学家。

## 生平
1928年出生在明尼苏达州明尼阿波利斯，父亲是梅纳德·派里奇，有德国和瑞典血统。他最著名的作品是1974年所著的《禅与摩托车维修艺术》（Zen and the Art of Motorcycle Maintenance: An Inquiry into Values (ZAMM)）一书，该书在全球销量达五百万本以上。